# Kubrat

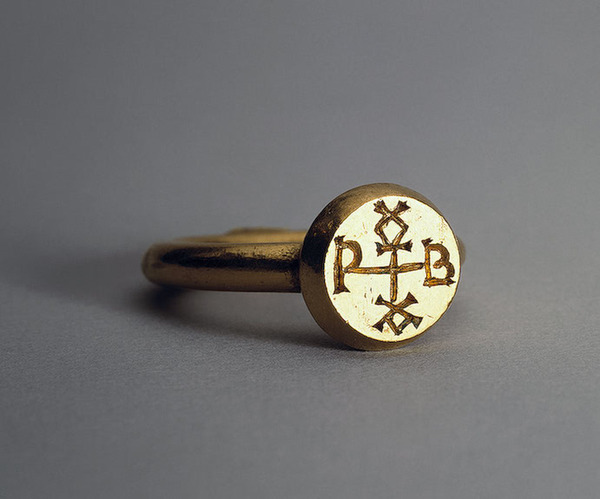
Siegelring von Khan Kubrat, Schatz von Mala Pereschtschepyna

Kubrat (bulgarisch Кубрат, auch Kuvrat) war im 7. Jahrhundert Herrscher der Protobulgaren. Das von ihm begründete Reich wurde zur Keimzelle des späteren Großbulgarischen Reichs. Er gehörte der bulgarischen Herrschaftsdynastie Dulo an.

## Leben

Das fürstliche Monogramm von Kubrat

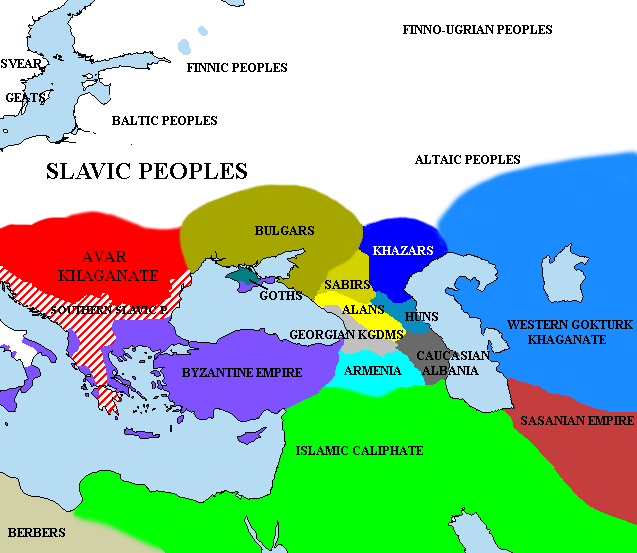
Großbulgarien unter Kubrat um 650 n. Chr.

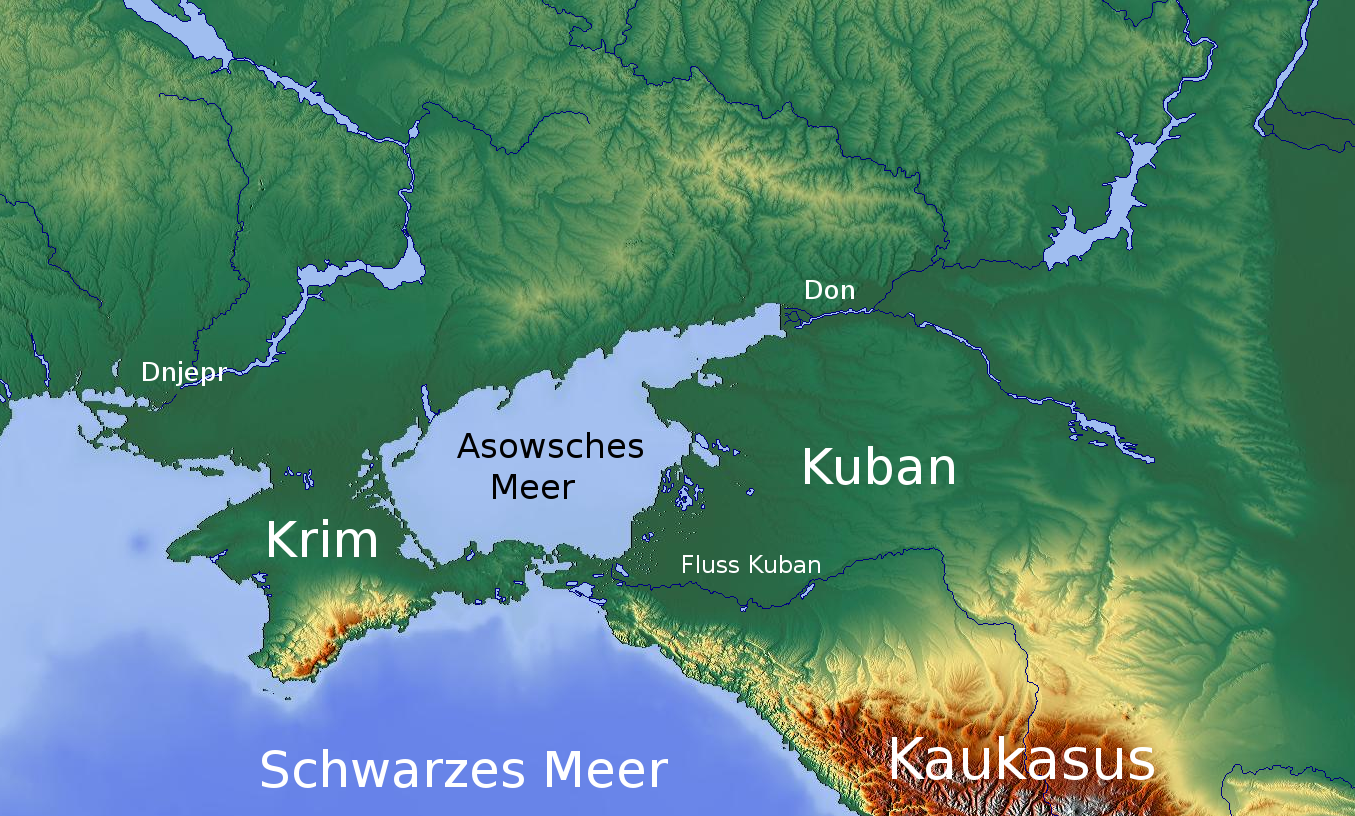
Asowsches Meer und Kuban – im Nordosten des Schwarzen Meeres

Von seinen Lebensdaten ist laut Bulgarischer Fürstenliste nur bekannt, dass er 60 Jahre regierte und zwischen 641 und 668 verstarb. Einer bulgarischen Sage nach verbrachte er seine Jugend in Konstantinopel, wo er sich mit dem späteren byzantinischen Kaiser Herakleios anfreundete und das Christentum annahm.
Unter Kubrat schlossen sich die Bulgarischen Stämme (Protobulgaren, u. a. Kotriguren, Uniguren [die oft als Onoguren betrachtet werden], Altungarn) im Bereich zwischen Kuban und Asowschem Meer zwischen 623 und 636 zu einem Großbulgarischen Reich zusammen und lösten sich von der Oberhoheit der Awaren. An der Spitze des Reiches stand Kubrat und an dessen Seite wurde ein Rat der Großen Boilen (siehe Boljaren) errichtet.
634 schloss Kubrat ein Bündnis mit dem oströmischen Kaiser Herakleios und kämpfte an dessen Seite gegen die Perser. Für seine Verdienste bei der Abwehr der persischen Bedrohung bekam er 635 vom byzantinischen Kaiser den Titel Patricius (Patrikios). Nach dem Tod Kaiser Herakleios 641 unterstützte Kubrat dessen Witwe Martina und ihre Kinder im Kampf um den Thron.
635 führte Kubrat einen Feldzug gegen die Awaren an. Dabei wurden die Awaren geschlagen und Kubrat konnte weitere Gebiete der Kotriguren, die zwischen den Fluss Dnister und Pannonien und unter der Herrschaft der Awaren lebten, in sein Großbulgarisches Reich einschließen. 648 zog Kubrat erfolgreich gegen die durch das Kaukasusgebirge vordringenden Araber unter Kalif Uthman ibn Affan.
Die Herrschaft von Kubrat wurde auch durch die religiöse Toleranz und die Koexistenz von ethnischen Religionen (besonders des Tengrismus, der den Himmelsgott Tengris verehrt), Buddhismus, Islam und Christentum bekannt. Besondere Achtung erfuhr auch das Militärwesen, das in kritischen Zeiten auch die Rekrutierung von jungen Frauen vorsah. Zu dem überwiegend aus berittenen Truppen bestehenden Heer, gehörte neben einer leichten Reiterei (wie bei allen Reitervölkern der Steppe) zusätzlich noch eine schwer bewaffnete Reiterei, deren Krieger und Pferde mit Eisenpanzerung besonders geschützt waren.
Er regierte das Reich von seiner Hauptstadt Phanagoria aus.
Nach seinem Tod 665 teilten seine fünf Söhne das Reich und die Bevölkerung, der Legende nach gegen den Wunsch von Kubrat. Fakt ist, dass der älteste Sohn Batbajan in Phanagoria blieb und Knjas der Bulgaren wurde, er musste sich aber später den Chasaren unterwerfen. Der zweitälteste Sohn, Kotrag, zog Richtung Norden und gründete das Reich der Wolgabulgaren. Der drittälteste Sohn, Knjas Asparuch, zog Richtung Südwesten, wo er das Donaubulgarische Reich gründete. Die jüngsten Söhne Alzek und Kuwer zogen mit einem Teil des Volkes Richtung Westen und wurden Vasallen des awarischen Khaganats. Alle diese Reiche trugen weiter den Namen Bulgarien.
1912 wurde in der Nähe des ukrainischen Dorfes Mala Pereschtschepyna (russisch Малое Перещепино) bei Poltawa ein Grab eines Herrschers mit mehr als 800 goldenen (ca. 25 kg) und silbernen (ca. 50 kg) Beigaben aus dem 7. Jahrhundert gefunden (Schatz von Mala Pereschtschepyna). Einige der Gegenstände weisen darauf hin, dass es sich um einen christlichen Herrscher gehandelt haben muss. 1983 entzifferte der österreichische Byzantinist Werner Seibt zwei der Ringe, auf denen in altgriechisch der Name „Kubrat“ und „Kubrat Patricius“ stand. Seitdem nehmen einige Archäologen (u. a. Joachim Werner) an, dass es sich um das Grab von Kubrat handelt. Der Großteil des Fundes wird heute in der Eremitage in Sankt Petersburg aufbewahrt.
Seit 2005 trägt der Kubrat Knoll seinen Namen, ein Hügel auf der Livingston-Insel in der Antarktis.
- Siehe auch: Liste der Herrscher von Bulgarien und Hauptartikel Protobulgaren, Geschichte Bulgariens, Wolgabulgaren